# Купрес (Федерация Боснии и Герцеговины)
Община Купрес (босн. и хорв. Opština Kupres, серб. Општина Купрес) — боснийская община, расположенная в Герцегбосанском кантоне Федерации Боснии и Герцеговины. Административным центром является город Купрес.

## Население
По предварительным данным переписи в конце 2013 года население общины составляло 5 573 человека. По данным переписи населения 1991 года, в 36 населённых пунктах общины проживали 9 618 человек.

## История
В апреле 1992 года Купрес был захвачен хорватскими подразделениями, убившими множество гражданских сербов в городе и окрестных селах. В 1994 году город вновь был занят хорватскими и мусульманскими силами.